# Rosé Quartet

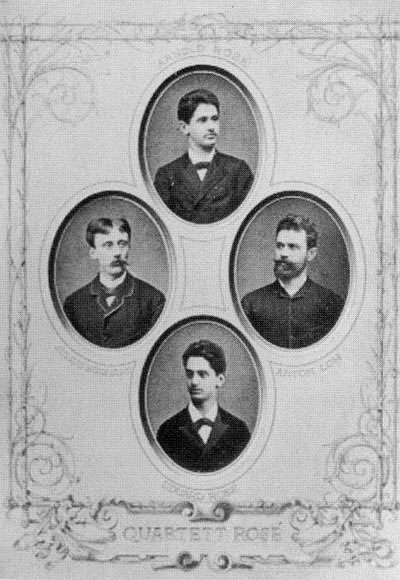
I membri fondatori del Rosé Quartet nel 1882: Arnold Rosé (in alto), Julius Egghard Jr. (a sinistra), Anton Loh (a destra), Eduard Rosé (in basso)

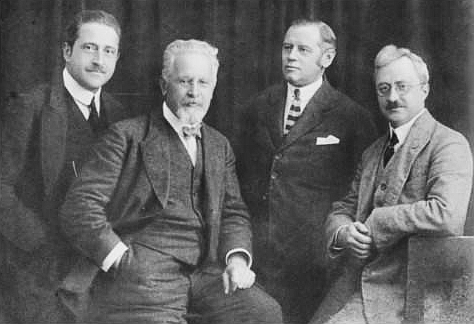
Il quartetto Rosé negli anni '20: Paul Fischer, Arnold Rosé, Anton Rusitzka, Anton Walter. Arnold Rosé è il secondo da sinistra.

Il Rosé Quartet era un quartetto d'archi creato da Arnold Rosé nel 1882.
È stato attivo per 55 anni, fino al 1938.

## Membri
I suoi membri sono cambiati nel corso degli anni.
Rosé fu sempre il primo violino. Julius Egghard Jr. suonò come secondo violino all'inizio; poi fu Albert Bachrich, fino al 1905 quando entrò Paul Fischer. Il violista inizialmente fu Anton Loh, poi Hugo von Steiner fino al 1901 quando Anton Ruzitska entrò in scena; dopo il 1920 fu Max Handl a suonare la viola. Eduard Rosé, fratello di Arnold, era stato un membro fondatore del gruppo, come violoncellista, ma se ne andò dopo una stagione per sposarsi e fu sostituito da Reinhold Hummer, che fu a sua volta sostituito da Friedrich Buxbaum; il violoncellista Anton Walter entrò nel 1921, ma successivamente ritornò Buxbaum.
Il periodo di massima fortuna del gruppo fu tra il 1905 e il 1920, con Rosé, Fischer, Ruzitska e Buxbaum.

## Repertorio
Il repertorio del quartetto era basato sulle opere di Haydn, Mozart e Beethoven, ma anche molti compositori contemporanei beneficiarono delle interpretazioni del quartetto, compreso Arnold Schönberg.

## Associazioni
Il gruppo partecipò alle anteprime di Vienna di opere di Brahms, tra cui il suo Clarinet Quintet e il suo Quintetto in sol maggiore Opera 111. Inoltre eseguì in anteprima il primo e il secondo quartetto d'archi di Schoenberg e partecipò alla prima di Verklärte Nacht insieme a due membri dell'Orchestra Filarmonica di Vienna: Franz Jelinek, viola, e Franz Schmidt, violoncello. Tra i collaboratori del quartetto c'erano Julius Röntgen, Johannes Brahms, Franz Steiner, Bruno Walter e Richard Mühlfeld. Il quartetto fece anche delle registrazioni.

## Nella cultura di massa
- La baronessa Lemburg in The White Liars di Peter Shaffer sostiene che suo padre suonava con "Il quartetto d'archi Rosé" e li conosceva intimamente.